# Japan Carlit
Japan Carlit K.K. (jap. 日本カーリット株式会社, Nihon Kāritto Kabushiki-gaisha, engl. Japan Carlit Co., Ltd.) ist ein japanischer Chemiekonzern, der im Jahr 1934 gegründet wurde.
Das Unternehmen bildet zudem den Kern der Unternehmensgruppe Carlit Holdings K.K. (カーリットホールディングス, Kāritto Hōrudingusu, engl. Carlit Holdings Co., Ltd.).

## Geschichte
Der Grundstein für das Unternehmen wurde 1917 gelegt. Sōichirō Asano (1848–1930), der spätere Gründervater des Unternehmens erwarb in diesem Jahr die Lizenz zur Herstellung und den Verkauf von Sprengstoffen der Firma Carlit aus Schweden. 1919 eröffnete ein Werk in Hodogaya, Yokohama. 1934 wurde Asano Carlit mit einem Gründungskapital von 1,5 Millionen ¥ gegründet. In Komaki (heute Shibukawa) wurde das Werk Gunma gegründet, die die Rohmaterialien für den Sprengstoff herstellte. 1949 betrat man den Aktienmarkt in Tokio. Im gleichen Jahr wurde das Herbizid Desolait auf den Markt gebracht. Nach einigen Umbenennungen firmiert die Firma seit 1951 unter dem Namen Japan Carlit.
1953 wurde das Bleichmittel Silbrite auf den Markt gebracht. Anschließend wurde das Kraftwerk Koto im heutigen Maebashi mit einer Leistung von 3.300 Kilowatt gebaut. 1956 erfand man die JCC-Methode zum Zahnaufhellung. 1962 entstand eine Fabrik zur Herstellung von ANC-Sprengstoffen (ANFO) und 1966 wurde der Brennstoff Hiflare auf den Markt gebracht.
1995 wurde das Werk Akagimachi in Shibukawa gegründet und gleichzeitig das Werk in Hodogaya geschlossen.
Zum 1. Oktober 2013 wurde der Konzern als Holding umstrukturiert, in dem alle Aktien von Japan Carlit der neu gegründeten Carlit Holdings K.K. als Dachgesellschaft übertragen wurden, deren 100%ige Tochter Japan Carlit seitdem ist.
Der Konzern besitzt außerdem die Tochterunternehmen Japan Abrasive Grain, Carlit Sangyō und die Silicon Technology Corporation.

## Produkte
Das Unternehmen stellt heute verschiedene Sprengstoffe für den industriellen Gebrauch, Leuchtmittel, Industriechemikalien, landwirtschaftliche Chemikalien, Gerätschaften für Kraftwerke sowie elektronische Industriematerialien her.